# Élie Ier du Maine
Élie Ier ou Hélie Ier de la Flèche ou de Beaugency, mort le 11 juillet 1110, est comte du Maine de 1093 à 1110. 

## Origine
Élie ou Hélie de la Flèche est fils de Jean de Beaugency, seigneur de La Flèche, lui-même fils cadet de Lancelin Ier de Beaugency et de Paula du Maine. Par cette dernière, il est le petit-fils d'Herbert Ier Eveille-Chien, comte du Maine.

## Comte du Maine
En 1093, il achète à son cousin Hugues V le comté du Maine et, soutenu par le comte d'Anjou, continue la lutte contre les ducs de Normandie. Après le départ de Robert Courteheuse en Croisade, son frère Guillaume II le Roux gouverne la Normandie et fait la paix avec Élie, que Robert II de Bellême a capturé en 1098 sur l'ordre du roi.
En 1106, c'est grâce à son intervention durant la bataille de Tinchebray que Henri Beauclerc gagne sa guerre contre son frère aîné Robert Courteheuse et peut reprendre la Normandie.
Il épouse Mathilde, dame de Château-du-Loir, fille de Gervais, seigneur de Château-du-Loir, et a :
- Erembourg († 1126), mariée vers 1110 à Foulques V le Bel, comte d'Anjou, qui réunit définitivement le Maine à l'Anjou ; parents de Geoffroi V le Bel ou Plantagenêt d'Anjou-Maine, lui-même père du roi Henri II Plantagenêt.

Veuf, il se remarie en 1109 avec Agnès (ou Béatrice) d'Aquitaine, répudiée par Alphonse VI de Castille et fille de Guillaume VIII, comte de Poitiers et duc d'Aquitaine.

## Sources
- FranceBalade : les seigneurs du Maine
- Foundation for Medieval Genealogy : comtes du Maine
- Hélias de la Flèche